# Plezanje
Plezanje je ena od naravnih oblik gibanja, pri katerem se premikamo navzgor, kvišku, ali tudi navzdol, pomagajoč si z nogami in rokami.

## Zvrsti plezanja
Plezanje lahko glede način izvajanja razvrstimo v štiri podzvrsti: alpinizem, športno plezanje, balvansko plezanje, urbano plezanje.

#### Alpinizem
- skalno plezanje
- ledno plezanje
- plezanje snežno-lednih smeri
- plezanje kombiniranih smeri - drytooling

#### Športno plezanje
- plezanje po umetnih stenah
- plezanje v naravnih plezališčih

#### Balvansko plezanje
- plezanje na umetni steni
- plezanje na naravnih balvanih

#### Urbano plezanje
- plezanje po urbanih objektih
- rekreacijsko plezanje po drevesih

Hitrostno plezanje

### Glede na način napredovanja plezanje delimo na:
- prosto plezanje
- tehnično plezanje
- solo plezanje (soliranje)

## Plezalne ocene
Plezalci ocenijo težavnost smeri, ki jih preplezajo. Plezalne ocene se razlikujejo od države do države, kot tudi po zvrsti plezanja. K plezalnim ocenam pa lahko dodamo način, kako smo preplezali smer. 

### Smer je lahko preplezana na več načinov
- Na pogled. Smeri plezalec od prej ne pozna, je torej še nikoli ni plezal in tudi nikogar ni videl plezati v njej. Prepleza jo v prvem poizkusu, brez predhodnega študija, od tal do vrha s sprotnim nameščanjem varovanja.
- Na Flash. Plezalec ima lahko informacije o smeri, lahko gleda drugega plezalca, vendar smer prepleza v prvem poskusu.
- Vzpon z rdečo piko. Plezalec je smer že plezal ali pa mu ne uspe smeri preplezati v prvem poizkusu. Končni vzpon mora biti prav tako opravljen v enem poizkusu od tal do vrha s sprotnim nameščanjem varovanja. Plezalec ne sme med vzponom počivati v klinih ali izven smeri. Če pade, se mora vrniti na izhodišče, potegniti vrv iz klinov in pričeti znova.
- Vzpon z rdečim krogom. Plezalec smer prepleza prosto, s tem da je med plezanjem padel. Soplezalec ga spusti do prvega počivališča ali na varovališče, od koder nadaljuje plezanje, ne da bi pri tem potegnil vrv iz klinov. Ta način pride v poštev samo pri plezanju v visokih stenah. V športnem plezanju štejejo samo prvi trije načini.
- Plezanje z varovanjem, nameščenim od zgoraj (top rope). Plezalca med plezanjem varujemo z vrvjo preko sidrišča na vrhu smeri. Ta način se uporablja za začetnike in za študij smeri.

## Vrvna tehnika
V plezanju se v osnovi uporabljajo naslednji vozli:
- osmica
- bičev vozel
- polbičev vozel
- prusikov vozel
- podaljševalni vozel

Predvsem v alpinizmu se uporabljajo tudi drugi vozli na primer garda vozel, švicarski škripec ...